# Robert Walser (écrivain)
Pour les articles homonymes, voir Walser et Robert Walser (musicologue).
 (janvier 2024).
Robert Walser, né le 15 avril 1878 à Bienne (Suisse) et mort le 25 décembre 1956 à Herisau (Suisse), est un écrivain et poète suisse de langue allemande.

## Biographie

### Une vie libre et marginale
Walser est né en 1878 dans la ville bilingue de Bienne, dans la maison (démolie en 1926) sise au 3 de la rue du Général-Dufour, dans le canton de Berne. Il est l'avant-dernier des huit enfants d'Adolf Walser, relieur et commerçant (1833-1914) et d'Elisabeth « Elisa » Marti (1839-1894). Sa mère décède alors qu'il a seize ans.
En 1892, en raison du lent déclin des affaires paternelles et en dépit d'excellents résultats scolaires, Walser quitte l'école à 14 ans et accomplit pendant trois ans un apprentissage de commis à la Banque cantonale bernoise. Dès 1894, attiré par le théâtre, le jeune Walser a le projet de devenir comédien et adhère à la Société d'art dramatique de Bienne. En 1895, à dix-sept ans, il quitte le domicile familial. Il séjourne et travaille à Bâle, puis à Stuttgart. A Bâle où il travaille dans une compagnie d'assurances, il occupe son temps de loisir  à prendre des cours de théâtre et de diction, pensant avoir le talent pour persister dans cette voie, mais en vain ; le milieu théâtral lui fait comprendre qu'il n'a pas les qualités requises pour monter sur scène. A Stuttgart, il trouve un emploi dans deux maisons d'édition puis il rentre en Suisse où il occupe un grand nombre d'emplois successifs dans différents domaines (banque, compagnie d'assurance, librairie, usine de machines à coudre...). Sur sa carte d'identité, il fait inscrire "profession commis".
De 1896 à 1905, il mène une vie nomade. Il vit principalement à Zurich, prenant des emplois alimentaires qu'il quitte dès qu'il a suffisamment d'argent. Parallèlement à cette suite fragmentée d'emplois temporaires, Robert Walser lit beaucoup et se découvre, dès 1897, un goût prononcé pour l'écriture. Il se consacre à la création poétique. Diverses publications en revue de poèmes et de courts drames le confortent dans le sentiment d'être en train d'acquérir le statut d'écrivain, mais sa vie matérielle demeure très instable.
De 1905 à 1913, il vit à Berlin, en partie chez son frère Karl. Durant cette période berlinoise, il écrit ses trois premiers romans qui vont constituer l'architecture principale de son œuvre. Il rentre ensuite en Suisse, à Bienne, sa ville natale, en mars 1913. Aussitôt, il part dans le Jura suisse rendre visite à sa sœur Lisa, institutrice dans une commune (Bellelay) située à 26 kilomètres de Bienne. Lisa, auparavant institutrice à Tæuffelen, près de Bienne, puis durant 7 ans à Livourne faisait maintenant la classe aux enfants des employés de l'asile d'aliénés de Bellelay, dans le Jura bernois. Au cours de son séjour, Walser fait la connaissance d'une lingère de cet établissement, Frieda Mermet. Cette rencontre donne naissance à une grande amitié, parfois intime, et à une longue correspondance qui va se poursuivre durant plusieurs décennies. Faisant le bilan de l'année qu'il vient de vivre, il lui écrit dans les premiers jours de janvier 1914 : « Je me réjouis, chère Madame Mermet, que l'année écoulée ait permis des relations aussi aimables, agréables et amicales entre vous, ma sœur Lisa et moi. » Robert Walser vit désormais à Bienne depuis le printemps 1913 et y restera jusqu'en 1921. Quand la guerre éclate en 1914, il est appelé sous les drapeaux pour une période de plusieurs semaines. Pendant les quatre années de guerre, il va ainsi effectuer diverses périodes de service militaire. Il écrit, tente de se faire publier mais découvre qu'il lui serait bien difficile de vivre de sa plume. Il est désormais en contact avec l'ami de Franz Kafka, Max Brod, qui l'encourage et le soutient. En 1917, il correspond avec Hermann Hesse. Marcheur infatigable, Walser lui avoue son goût pour la marche et les promenades dans la nature : « Je rentre à l'instant d'une promenade à pied dans la neige à travers le Jura et je suis encore tout rempli de belles impressions et de la chaleur de la marche ». Dans le même temps, il continue à entretenir une correspondance régulière avec Frieda Mermet qui lui envoie souvent des petits paquets contenant des douceurs, en particulier de la nourriture.
Durant ces années, le malheur frappe deux de ses frères. Ernest, interné à l'asile de Waldau, meurt en 1916 à l'âge de 43 ans. Hermann se suicide en 1919 à l'âge de 49 ans. Ces tragédies affectent Robert qui, de son côté, lutte pour se trouver un destin et peine à trouver sa voie d'écrivain, tandis qu'il vit toujours dans des conditions précaires, avec peu de moyens.
À partir de janvier 1921, Robert Walser s'installe à Berne où il obtient un poste de secrétaire aux Archives cantonales bernoises. Deux ans plus tard, son quotidien s'améliore dès lors qu'il touche sa part d'héritage d'un oncle architecte. Mais ses échecs littéraires successifs l'affligent. Renouant avec la vie citadine dans une grande ville, il change souvent d'adresse. Durant toutes ces années, dans la solitude, il noircit des milliers de pages, éditées en revue ou non, ce qui témoigne de sa volonté acharnée de poursuivre son métier d'écrivain. Au fil du temps, il se retrouve de plus en plus isolé dans son activité d'écriture et seul dans sa vie privée. Sa propre santé mentale se dégrade peu à peu, le laissant en proie à des perturbations qui l'accablent. Renfermé de plus en plus sur lui-même, il souffre notamment d'hallucinations auditives et visuelles. Fin janvier 1929, ses logeuses, deux soeurs, se plaignent auprès de Lisa Walser du comportement très perturbé de leur locataire depuis quelque temps. Prenant cette alerte très au sérieux, Lisa convainc son frère de consulter un psychiatre bien connu de la famille Walser. D'un commun accord, il est décidé que Robert doit effectuer un séjour en un milieu hospitalier fermé. Il est aussitôt interné. Les différentes parties en présence voudraient bien que cet internement soit provisoire. En réalité, il durera jusqu'à la fin de la vie de l'écrivain - soit durant vingt-sept années.

### Une vie d'écrivain
Ses premiers poèmes paraissent dans le supplément dominical du journal Der Bund en 1898. À la suite de cette publication, Walser, grâce à l'éditeur et linguiste Franz Blei, entre en contact avec les milieux d'avant-garde de Munich autour de la revue Die Insel. Il y publie des poèmes et de brefs drames en vers qu'il nomme des « dramolets ». Ainsi paraissent Poètes en 1900, Blanche-Neige et Cendrillon en 1901, et Les Garçons en 1902. C'est aux éditions Insel, à Leipzig, que sort son premier livre en 1904 – Les Rédactions de Fritz Kocher (Fritz Kochers Aufsätze). L'ouvrage, malgré un accueil critique favorable, est un échec commercial.
En 1905, Walser s'établit à Berlin, où il loge chez son frère aîné Karl Walser, peintre et décorateur de théâtre, qui illustrera plusieurs de ses livres. En septembre 1905, Walser fréquente une école de domestique, puis s'engage d'octobre à décembre comme laquais au château de Dembrau (Haute-Silésie). De retour à Berlin, grâce aux relations de Karl, il se fait en quelques mois un nom dans les milieux artistiques d'avant-garde. Il est brièvement secrétaire de la Sécession berlinoise. Entre 1907 et 1909, il rédige et publie trois romans chez le prestigieux éditeur Bruno Cassirer : Les Enfants Tanner (Geschwister Tanner) en 1907, L' Homme à tout faire (Der Gehülfe) en 1908 et L'Institut Benjamenta (Jakob von Gunten) en 1909. Un recueil des poèmes de jeunesse paraît, également en 1909. Il place régulièrement ses textes dans les revues berlinoises les plus réputées, comme Die Schaubühne, die Neue Rundschau, ou encore Die Zukunft fondée et dirigée par Maximilian Harden. Walser a rassemblé un grand nombre de ces proses dans deux recueils parus en 1913 et 1914: Rédactions (Aufsätze) et Histoires (Geschichten). Quelques-uns des plus grands écrivains de l'époque, Christian Morgenstern, Max Brod, Kurt Tucholsky, Robert Musil et, plus tard, Walter Benjamin, saluent cette œuvre. Le jeune Franz Kafka se dit fasciné, impressionné. Entre 1910 et 1912, les publications se raréfient, Walser se détourne de ses fréquentations et de la vie littéraire, et travaille comme secrétaire auprès de sa logeuse.
Walser fuit Berlin pour s'installer à Bienne en 1913. Les raisons de son retour en Suisse sont mystérieuses. Il l'explique par son besoin de calme et de sérénité pour écrire. Pendant les sept années biennoises, Walser publie neuf livres, essentiellement des recueils de proses brèves ou de nouvelles — Histoires (Geschichten) en 1914, Vie de poète (Poetenleben) en 1917, La Promenade (Der Spaziergang, intégré au recueil Seeland en 1920). En 1921, dès son installation à Berne, Robert Walser adhère à la Société suisse des écrivains. Il écrit un nouveau roman, Theodor, qu'il ne parvient pas à faire publier. Depuis, le manuscrit s'est perdu. Même s'il vit en marge de la société en général et de la vie littéraire en particulier, les années 1920 comptent parmi les plus fécondes de l'écrivain. De Berlin à Prague et Zurich, des centaines de ses petites proses, poèmes et scènes dialoguées paraissent sous forme de feuilleton dans la plupart des grands journaux du monde germanophone, notamment le Berliner Tageblatt et la Prager Presse (en). Durant ces années d'intense productivité, il développe une méthode d'écriture, les « microgrammes ». C'est une écriture microscopique exercée au crayon (de deux millimètres de hauteur environ) qui prend parfois un aspect calligraphique. C'est en faisant usage de cette technique que Walser écrit dans l'été 1925 un roman, Le brigand (Der Raüber). Ce manuscrit restera longtemps englouti parmi des centaines de microgrammes. Ce n'est que dans les années 1960 que le roman sera découvert, déchiffré et plus tard publié. Un dernier recueil de proses, La Rose (Die Rose), paraît en 1925. Dans les années qui suivent, Walser poursuit avec intensité son activité d'écriture, noircissant des milliers de pages. Il peut se satisfaire de voir sa prose figurer dans les colonnes littéraires de la presse germanophone mais il demeure désormais sans espoir de publier de nouveaux livres. Longtemps, la grande masse des textes de Walser restera éparpillée ; elle ne sera rassemblée qu'après la mort de l'écrivain.

### Internement et fin de vie
Le 24 janvier 1929, Robert Walser est admis à la clinique psychiatrique de la Waldau, à proximité de la ville de Berne,. Il y restera quatre ans, avant de changer d'établissement. Il espère que ce séjour lui permettra de moins souffrir d'insomnies et de pouvoir reprendre son activité littéraire. Les soins sont alors payants et l'hôpital divisé en trois classes qui offrent des conditions d'hébergement différentes en fonction des moyens financiers des malades. Robert Walser n'a que les moyens de se payer un séjour en troisième classe. Cependant son directeur, Wilhelm von Speyr, décide de l'héberger en seconde classe. Robert Walser travaille environ 3 heures par jour au jardin de l'établissement et participe à des activités de rangement. Pour autant qu'il en avertisse le personnel à l'avance, il a la liberté d'aller se promener ou de se rendre à Berne. Après plusieurs mois à la Waldau, il se remet à écrire tout en continuant ses activités. Il écrit alors essentiellement des poèmes. Depuis qu'il est interné, il poursuit sa correspondance avec différentes personnes, en particulier avec la lingère, Frieda Mermet, qui est sa fidèle amie-amoureuse, muse et confidente. Au fil du temps cependant, ses lettres deviennent de plus en plus concises et banales dans leur expression.
En 1933, Jacob Klaesi, l'un des inventeurs de la cure de sommeil, devient directeur de la Waldau. L'établissement compte alors environ un millier de patients. Klaesi souhaite pouvoir faire de la place pour de nouveaux patients, des patients moins chroniques et susceptibles de bénéficier de ce traitement. On propose alors à Robert Walser d'aller travailler à une annexe agricole de l'hôpital, ce à quoi il oppose son refus. Il explique vouloir quitter l'asile, trouver un travail et vivre de manière indépendante. Ce projet est peu réaliste aux yeux du nouveau directeur ainsi que de sa soeur Lisa. En juin 1933 Robert Walser change d'institution et intègre, contre son gré, la clinique psychiatrique d'Herisau dans le demi-canton d'Appenzell Rhodes-Extérieures. En cette même année, le grand écrivain qu'il a été malgré ses infortunes cesse définitivement d'écrire et sa correspondance se raréfie. Il respecte consciencieusement le règlement de l'asile, effectue avec assiduité les travaux manuels quotidiens qui lui sont proposés, lit et s'adonne le dimanche à la promenade qui lui est accordée ; il est resté un grand marcheur. Il devient de plus en plus mutique et continue de souffrir d'hallucinations auditives, notamment des voix auxquelles il répond. Il refuse à plusieurs reprises la proposition qui lui est faite de quitter l'hôpital psychiatrique d'Herisau pour vivre dans sa parenté. Il tourne définitivement le dos à son passé littéraire - à une exception près avec celui qui va devenir son dernier véritable interlocuteur, l'écrivain zurichois Carl Seelig.
De seize ans son cadet, Carl Seelig est depuis longtemps admiratif de l'écrivain Walser et a demandé à le rencontrer à l'établissement d'Herisau. Cette première rencontre a lieu le dimanche 26 juillet 1936. Ce premier contact est une réussite au point que les deux hommes, désormais, vont régulièrement se rencontrer jusqu'à la mort de Robert Walser. Chaque rencontre fait l'objet d'une longue promenade, quelle que soit la météo, été comme hiver. Walser, qui ne veut plus s'exprimer avec quiconque sur son passé littéraire, accepte de s'entretenir avec Carl Seelig sur de nombreux sujets et de revenir sur sa carrière d'écrivain, donnant parfois son sentiment sur les œuvres qu'il a écrites. Il fait montre d'une grande mémoire, même sur le passé lointain, et d'une vive acuité dans ses jugements. Carl Seelig a rendu compte de ces conversations dans un livre célèbre, grâce auquel nous avons une meilleure connaissance de Walser dans les deux dernières décennies de sa vie, ouvrage publié sous le titre Promenades avec Robert Walser (Wanderungen mit Robert Walser). Cet ouvrage rend compte des deux, trois ou quatre promenades que les deux hommes effectuent ensemble chaque année, déjeunant généralement avec un vif appétit dans quelque auberge située sur leur chemin. Soucieux de faire perdurer la diffusion de l'oeuvre de Robert Walser, Carl Seelig s'implique méthodiquement dans la réédition des courts textes en prose et des romans de l'écrivain, ce qui laisse ce dernier relativement indifférent. En 1944, Seelig devient son tuteur.
Robert Walser séjournera à Herisau jusqu'au jour de Noël 1956 où il décède d'une crise cardiaque lors de sa promenade quotidienne, à l'âge de 78 ans.
Les manuscrits de Robert Walser ont été déménagés de Zurich à Berne, et sont aujourd'hui conservés au sein des Archives littéraires suisses, à la Bibliothèque nationale suisse. Au cœur de la vieille ville, le Centre Robert Walser est ouvert aux chercheurs et au public.

## Œuvres
- Les Rédactions de Fritz Kocher (Fritz Kochers Aufsätze, 1904), Gallimard  (ISBN 9782070739981)
- Les Enfants Tanner (Geschwister Tanner, 1907), traduit par Jean Launay, Gallimard  (ISBN 9782070704064)
- Der Gehülfe, 1908 — première traduction par Walter Weideli aux éditions L'Âge d'Homme[31] sous le titre L'Homme à tout faire  (ISBN 9782825113660) Une autre traduction, plus ampoulée et moins proche de l'esprit biennois si caractéristique de Robert Walser, est parue ensuite chez Gallimard sous le titre Le Commis.
- L'Institut Benjamenta (Jakob von Gunten, 1909), traduit par Marthe Robert, Grasset, 1960
- Au bureau. Poèmes de 1909, Zoé, 2010 (Gedichte, 1909)  (ISBN 9782881826610)
- Histoires (Geschichten, 1914)
- Petits textes poétiques (Kleine Dichtungen, 1914), Gallimard  (ISBN 9782070734931)
- Morceaux de prose, Zoé, 2008 (Prosastücke, 1916)  (ISBN 9782881826245)
- La Promenade (Der Spaziergang, 1917), Gallimard, 1987  (ISBN 9782070783472)
- Petite Prose, Zoé, 2010 (Kleine Prosa, 1917)  (ISBN 9782881826603)
- Vie de poète, Zoé, 2006 (Poetenleben, 1917)
  - Livre lu : Vie de poète - lu par Gilles Tschudi, Éditions Zoé, 2012, coll. « La voix du livre »  (ISBN 2881828655)
- Cendrillon (Aschenbrödel, 1919)  (ISBN 9782851842299)
- Seeland, Zoé, 2005 (1920)  (ISBN 9782881825231)
- La Rose (Die Rose, 1925), Gallimard  (ISBN 9782070712052)
- Le Brigand (Der Räuber, 1925, publié 1972), traduit par Jean Launay, Gallimard, 1994.
- Sur quelques-uns et sur lui-même (recueil de textes extraits de diverses revues et publications, 1902-1932, Gallimard, 1994)
- Félix (publié 1986), Zoé, 1997  (ISBN 9782881822964)
- Rêveries et autres petites proses (extraits de Kleine Dichtungen et Traümen)  (ISBN 9782907913447)
- Retour dans la neige : proses brèves I, Zoé, 1999  (ISBN 9782881823534)
- Nouvelles du jour : proses brèves II, Zoé, 2000  (ISBN 9782881824159)
- Cigogne et porc-épic : scènes dialoguées I, Zoé, 2000  (ISBN 9782881823954)
- Porcelaine : scènes dialoguées II, Zoé, 2000  (ISBN 9782881823961)
- La Dame blanche et autres petites proses  (ISBN 9782908007466)
- Blanche-Neige, bilingue, José Corti, 2001  (ISBN 9782714307798)
- Histoires d'images, Zoé, 2006  (ISBN 9782881825668)
- Poèmes (choisis et traduits par Marion Graf, édition bilingue, Zoé, 2008)  (ISBN 9782881826252)
- Robert Walser, l'écriture miniature : microgrammes, Zoé 2008  (ISBN 9782881825170)
- Le Territoire du crayon : microgrammes, Zoé, 2013  (ISBN 9782881828973)
- Lettres de 1897 à 1949, Zoé, 2012  (ISBN 2881828825)
- L'Étang  (ISBN 2881823637)
- L'Enfant du bonheur et autres proses pour Berlin, Zoé, 2015
- La Buveuse de larmes, Zoé, 2024  (ISBN 978-2-88907-383-2)

## Adaptations

### Au cinéma
- L'Homme à tout faire[32], Suisse, réalisé par Thomas Koerfer (1976)
- Institut Benjamenta[33], 105 min, Grande-Bretagne, réalisé par les Frères Quay (1995)
- Blanche-Neige (Branca de Neve), Portugal, réalisé par João César Monteiro (2000)

### Au théâtre
- L'Institut Benjamenta, mis en scène par Bérangère Vantusso (Compagnie trois-six-trente, Lille, 2016).
- Ainsi se laissa-t-il vivre, mis en scène par Guillaume Delaveau (Théâtre national de Strasbourg, 2014)[34]
- Le Projet RW (adapté de la nouvelle La Promenade), créé par le Collectif Quatre Ailes en 2008 et tourné jusqu'en 2012
- L'Étang (d’après l’œuvre originale Der Teich, un court texte de jeunesse, destiné à sa sœur, à partir de la traduction allemande de Klaus Händl et Raphael Urweider (de), Suhrkamp Verlag, 2014), mis en scène par Gisèle Vienne, créé en résidence au Théâtre national de Bretagne en novembre 2020. Interprètes : Adèle Haenel et Ruth Vega Fernandez[35].

### Adaptations musicales
- Schneewittchen (Blanche-Neige), opéra de Heinz Holliger (1997-1998), livret de Heinz Holliger
- Liebe, poème mis en musique par Jeanne Added sur son 1er EP (Carton Records, 2011)[36]